# Marchtrenk
Marchtrenk ist eine Stadt in Oberösterreich im Bezirk Wels-Land im Hausruckviertel mit 14.815 Einwohnern (Stand: 1. Jänner 2025).

## Geografie
Marchtrenk liegt auf 304 m Höhe an der Grenze zum Traunviertel. Das Gemeindegebiet grenzt an die Traun. Die Ausdehnung beträgt von Nord nach Süd 6,4 km und von West nach Ost 5,5 km. Die Gesamtfläche umfasst 23,09 km². 10,4 % der Fläche sind bewaldet, 63,6 % werden landwirtschaftlich genutzt. Durch das südliche Gemeindegebiet fließt der Welser Mühlbach.

### Gemeindegliederung
Das Gemeindegebiet umfasst folgende 12 Ortschaften (in Klammern Einwohnerzahl Stand 1. Jänner 2025):
- Au an der Traun (1989)
- Kappern (405)
- Leithen (356)
- Marchtrenk (9690)
- Mitterperwend (509)
- Niederperwend (326)
- Niederprisching (5)
- Oberneufahrn (164)
- Schafwiesen (556)
- Unterhaid (181)
- Unterhart (603)
- Unterneufahrn (31)

Die Gemeinde besteht aus der Katastralgemeinde Marchtrenk.
Die Gemeinde gehört zum Gerichtsbezirk Wels.

### Nachbargemeinden
| Holzhausen Buchkirchen | Oftering (Bez. Linz-Land)                   |                                                       |
| Wels (Stadt)           | Kompassrose, die auf Nachbargemeinden zeigt | Hörsching (Bez. Linz-Land) Pucking (Bez. Linz-Land) ∗ |
| Schleißheim            | Weißkirchen an der Traun                    |                                                       |

∗ Nur in einem Punkt inmitten der Traun

## Geschichte
Ursprünglich im Ostteil des Herzogtums Bayern liegend, gehörte der Ort seit dem 12. Jahrhundert zum Herzogtum Österreich. Marchtrenk wurde im Jahre 1205 erstmals urkundlich erwähnt. Seit 1490 wird das Gebiet dem Fürstentum Österreich ob der Enns zugerechnet. Während der Bauernkriege errangen die Bauern am 10. Oktober 1626 in der Nähe der Ortschaft Leithen ihren letzten Sieg. Ende des 17. Jahrhunderts gehörte das Gebiet zeitweise zur Herrschaft Steyregg.
Während der Napoleonischen Kriege war Marchtrenk mehrfach besetzt.

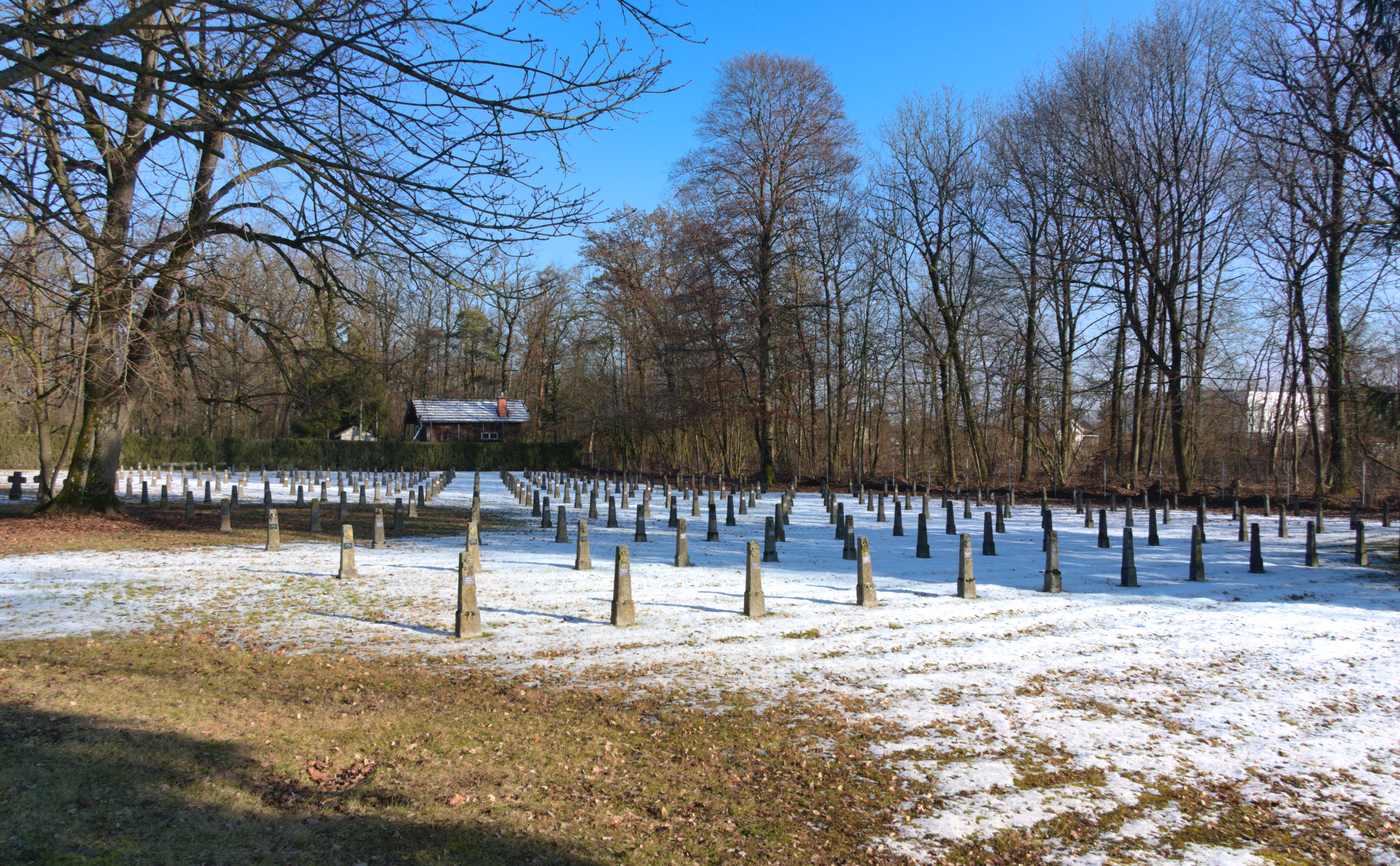
Friedhof des ehemaligen k.u.k. Kriegsgefangenenlagers Marchtrenk, russische Abteilung

Im Ersten Weltkrieg befand sich hier mit dem k.u.k. Kriegsgefangenenlager Marchtrenk seit 1915 ein Kriegsgefangenenlager der k.u.k. Armee. Bei den Offensiven in Serbien und Galizien hatte die k.u.k. Armee hunderttausende Kriegsgefangene gemacht, für die eine Reihe von Lagern gebaut wurde. Die oberösterreichischen Standorte dieser Lager waren Aschach, Braunau, Freistadt, Kleinmünchen, Marchtrenk und Mauthausen, daneben existierte noch das Internierungslager Linz-Katzenau. Für die Todesopfer wurde in Marchtrenk ein Lagerfriedhof errichtet, der heute durch das Österreichische Schwarze Kreuz betreut und gepflegt wird.
Seit 1918 gehört Marchtrenk zum Bundesland Oberösterreich. Nach dem Anschluss Österreichs an das Deutsche Reich am 13. März 1938 gehörte der Ort zum Gau Oberdonau. 1945 erfolgte die Wiederherstellung Oberösterreichs.
Am 4. Februar 1985 wurde die Gemeinde Marchtrenk mit dem Landeshauptmann Josef Ratzenböck zur Marktgemeinde erhoben; die Markterhebungsfeier fand schließlich am 22. Juni 1985 statt. Per 1. Jänner 2000 wurde die damalige Marktgemeinde vom Landeshauptmann Josef Pühringer (ÖVP) in den Stand der Stadtgemeinde erhoben.
Eines der ältesten Bauwerke in Marchtrenk ist die alte katholische Kirche. Sie stammt aus der Zeit um 1487, wurde allerdings im Laufe der Zeit immer wieder durch Blitzschläge und andere Katastrophen beschädigt. Anfang der 1970er wurde aus Platzgründen in direkter Nachbarschaft ein neues Pfarrzentrum gebaut. Durch den Zuzug von Deutschen aus Donauschwaben und Siebenbürgen wuchs die Zahl der Protestanten in Marchtrenk nach dem Zweiten Weltkrieg stark an. Infolgedessen erfolgte 1968 der Bau einer evangelischen Kirche in Marchtrenk.

### Bevölkerungsentwicklung
Seit 2002 ermittelt die Statistik Austria aus den Quartalsdaten über aufrechte Hauptwohnsitzmeldungen des Zentralen Melderegisters (ZMR) die Einwohnerzahl. Im Mai 2008 konnte der 12.000 Einwohner (Zuzug) begrüßt werden. Marchtrenk ist damit die mit Abstand größte Gemeinde im Bezirk Wels-Land und liegt auf der Liste der größten Städte in Österreich auf Platz 43 (Stand 2020).

## Kultur und Sehenswürdigkeiten

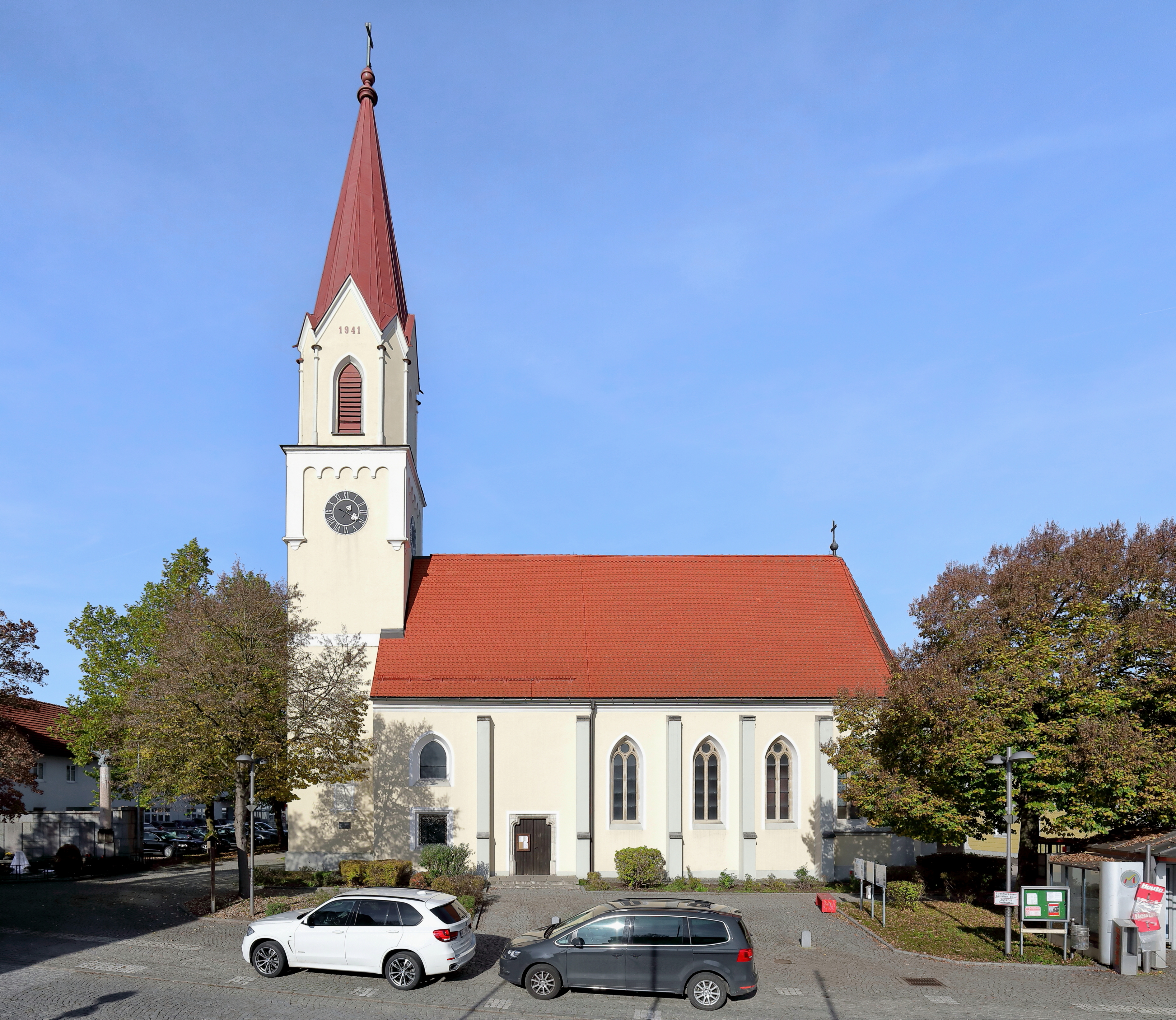
Alte Pfarrkirche Marchtrenk

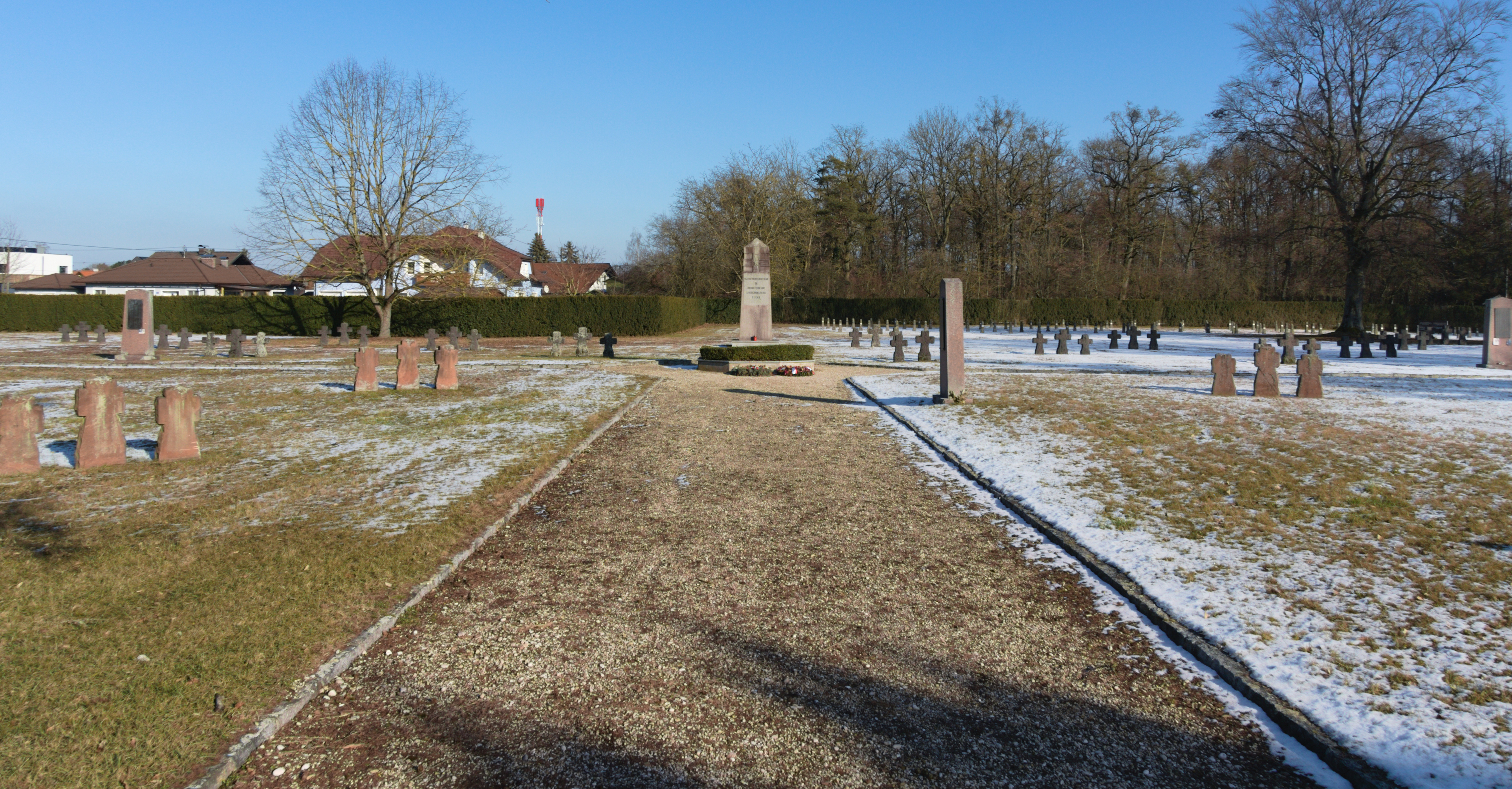
Der Kriegsfriedhof belegt mit 1'879 Soldaten aus Italien, Russland, Serbien und Rumänien

- Alte Pfarrkirche hl. Stephanus, nun Friedhofskirche
- Neue Pfarrkirche hl. Stephanus
- Evangelische Friedenskirche
- Wasserturm (des K.u.k. Kriegsgefangenenlagers), erbaut 1915 von Fa. Bohr, war nur 2 Jahre in Betrieb[5][6]
- Friedhof des k.u.k. Kriegsgefangenenlagers Marchtrenk
- Pfarrhof
- Ufermann-Kapelle
- Marchtrenker Mauthaus (zur ehemaligen Holzbrücke über die Traun vom Brückenverein 1893 errichtet)[7]
- Marchtrenker Wiege: Ein historisches Kuriosum der Gemeinde ist die bemalte und mit Sprüchen versehene „Marchtrenker Wiege“, die sich heute im Schlossmuseum Linz befindet. Sie wird auch als „Wiege der Alten“ bezeichnet. Der Marchtrenker Richter Johann Kötzinger ließ sie im Jahr 1702 anfertigen, um damit zänkische Eheleute zu bestrafen. Diese wurden wie Wickelkinder gefascht, in die Wiege gelegt und zur Erlustigung der Ortsbewohner öffentlich gewiegt. Später wurde über die „Marchtrenker Wiege“ auch ein Schwank verfasst.[8]

## Wirtschaft und Infrastruktur
In Marchtrenk gibt es 507 Betriebe mit insgesamt 4862 Beschäftigten (Stand Mai 2001). Davon gibt es einen Betrieb mit über 200 unselbstständig Beschäftigten sowie fünf Betriebe mit je 100–199 Beschäftigten.

### Unternehmen
- TGW Logistics Group, Materialfluss und Lagerlogistik
- Ritz Instrument Transformers, Messwandler
- Trodat & Trotec, Stempel & Lasergeräte
- Verlag federfrei
- Eisberg Österreich, Teil der Internationalen Eisberg-Gruppe
- SPAR Regionalzentrale, mit Regio Kaffee & Tann Fleisch- und Wurstwaren
- Starlim Sterner, weltweit größter Verarbeiter von Flüssig-Silikon
- Hoval Österreich, Produzent für Heizsysteme

### Pendelströme
Von den 5303 in Marchtrenk wohnenden Erwerbstätigen sind 3487 Auspendler (Stand Mai 2001). Häufigste Ziele sind Wels (Stadt) mit 1434, Linz (Stadt) mit 758 sowie Linz-Land mit 632 Personen. Umgekehrt gibt es 3.036 Einpendler. Davon kommen 767 Einpendler aus Wels (Stadt), 590 aus Wels-Land und 519 aus Linz-Land.

### Verkehr

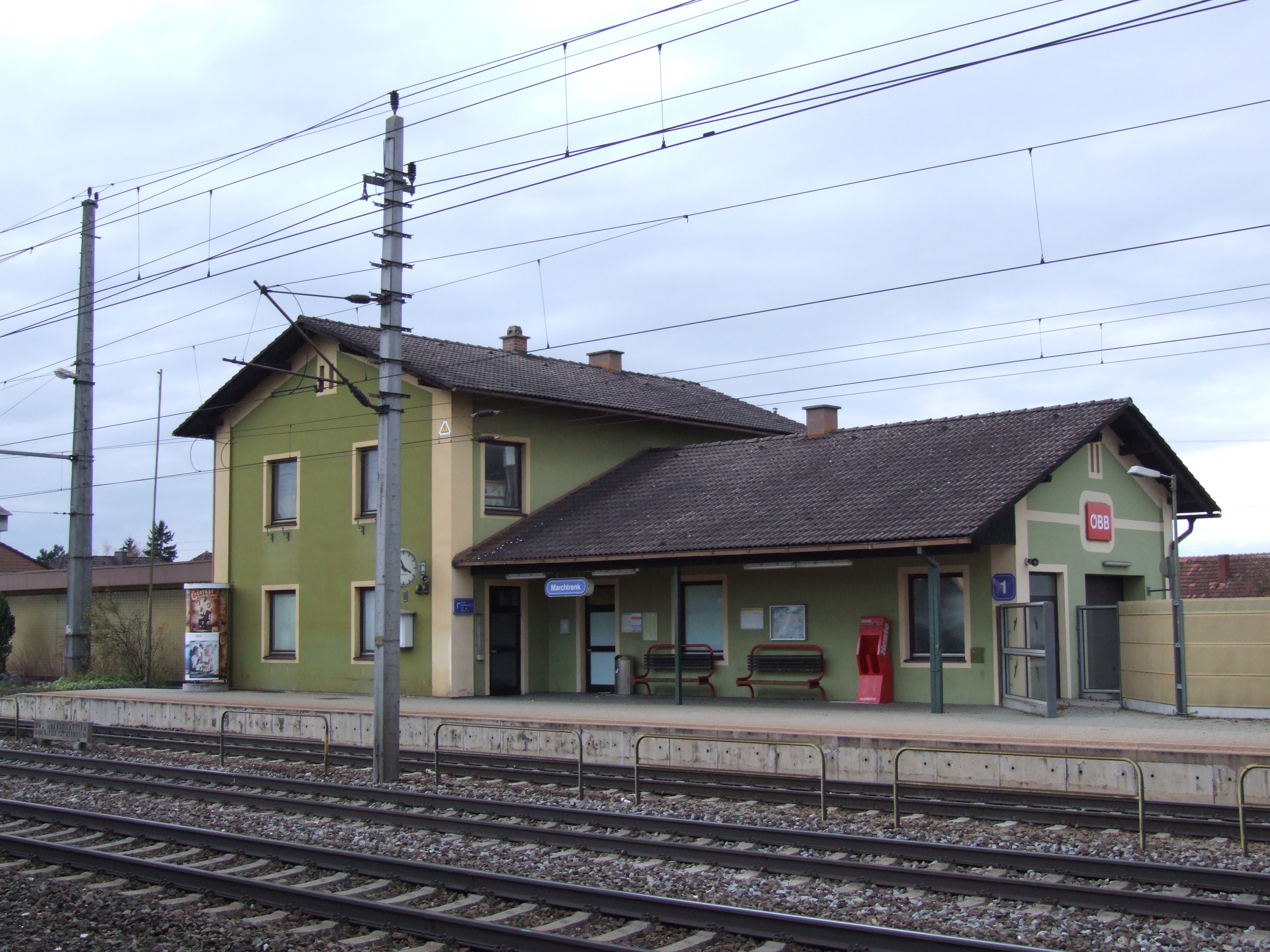
Bahnhof Marchtrenk (2010)

- Straße: Im Westen durchläuft die Welser Autobahn A 25 das Gemeindegebiet. Es gibt zwei Autobahnanschlüsse: Wels-Ost/Marchtrenk West und Weißkirchen/Marchtrenk Ost. Von Ost nach West verläuft außerdem die Wiener Straße B 1.
- Bahn: Marchtrenk liegt an der Westbahn und verfügt über einen eigenen Bahnhof im Nordwesten der Gemeinde. Mehrmals in der Stunde halten Regionalzüge in Richtung Linz bzw. Wels. Eine Abzweigung auf die Pyhrnbahn für Züge, die über Traun nach Linz verkehren, befindet sich auf dem Gemeindegebiet. Im Zuge des Ausbaus der 16 Kilometer langen Teilstrecke der Westbahn zwischen Linz und Marchtrenk wird die 2-gleisige Bestandstrecke durch eine 4-gleisige Hochleistungsstrecke ersetzt. Auf der 6 Kilometer langen Strecke zwischen Marchtrenk und Wels wird seit November 2021 am Ausbau der Westbahn zu einer 4-gleisigen Hochleistungsstrecke gearbeitet.
- Flughafen: Auf dem Gebiet der Nachbargemeinde Hörsching befindet sich der Flughafen Linz.
- Rad: Im Süden der Gemeinde führt entlang der Traun der Traunradweg von Linz nach Gmunden.

### Bildung
Marchtrenk verfügt über sechs Kindergärten, zwei Volksschulen, zwei Mittelschulen und eine Polytechnische Schule.

### Sport

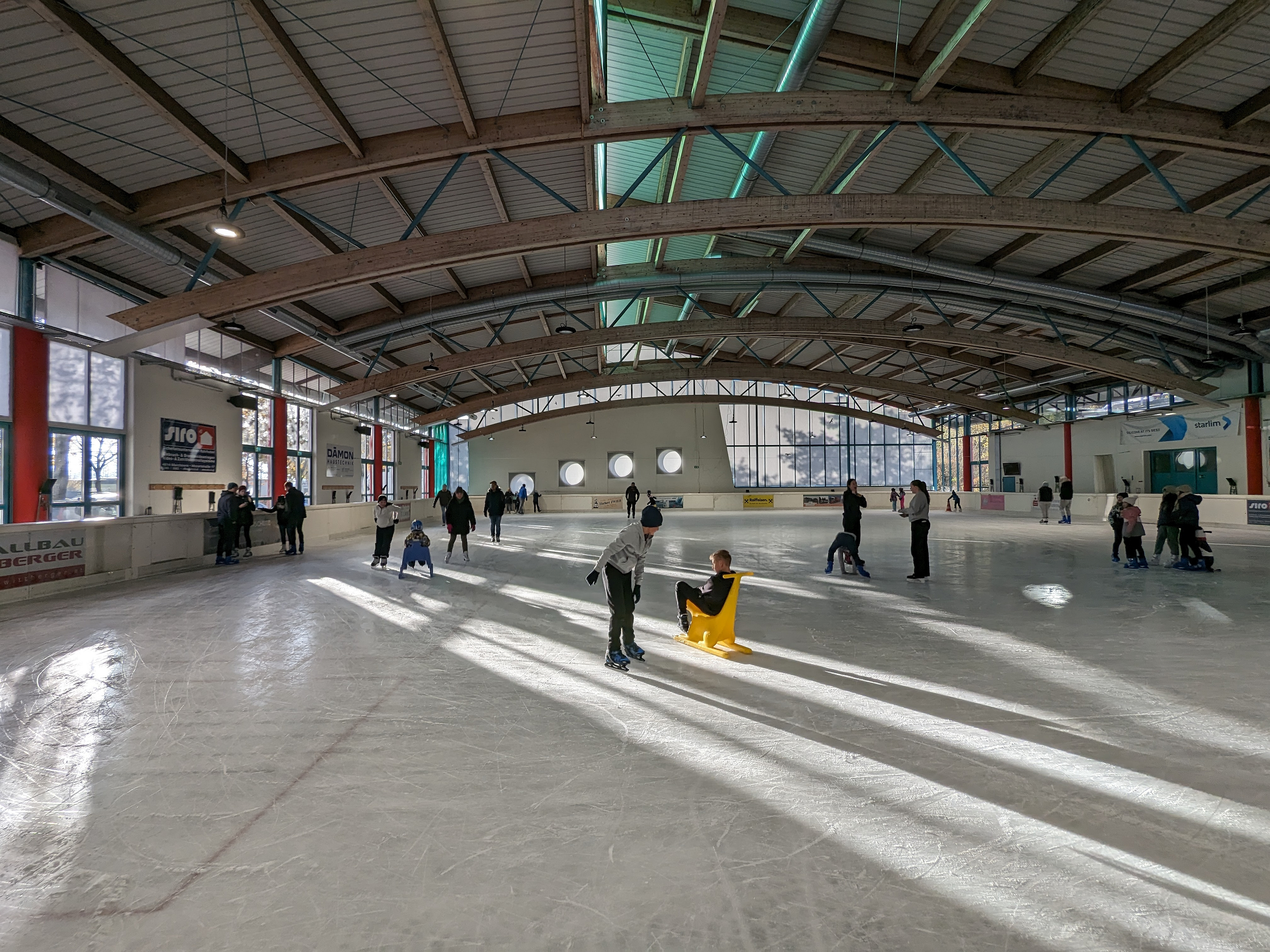
Eishalle

In Marchtrenk gibt es ein Freibad, ein Beachvolleyball-Feld, Tennis-Plätze, zwei große Fußballplätze und mehrere kleinere Fußballplätze, eine Eishalle und einen Wanderweg entlang der Traun.
In Marchtrenk gibt es zwei Fußballvereine:
- Der SC Marchtrenk spielte 2013/14 in der viertklassigen Landesliga OÖ Ost.
- Die SV Viktoria Marchtrenk wurde am 15. März 1959 gegründet. In der Saison 2004/05 schaffte der Verein den Aufstieg in die Landesliga, inzwischen spielt die Viktoria wieder in der Bezirksliga.

### Vereine
- Museumsverein Marchtrenk-Welser Heide
- Musikverein Marchtrenk
- KIM – Kultur in Marchtrenk (Kulturverein)
- Naturfreunde Marchtrenk
- Alpenverein Marchtrenk
- Siedlerverein Marchtrenk

## Politik

### Gemeinderat
Der Gemeinderat hat 37 Mitglieder.
- Mit den Gemeinderats- und Bürgermeisterwahlen in Oberösterreich 2003 hatte der Gemeinderat folgende Verteilung: 24 SPÖ, 8 ÖVP, 3 GRÜNE und 2 FPÖ.
- Mit den Gemeinderats- und Bürgermeisterwahlen in Oberösterreich 2009 hatte der Gemeinderat folgende Verteilung: 19 SPÖ, 9 ÖVP, 5 FPÖ, 3 GRÜNE und 1 BZÖ.
- Mit den Gemeinderats- und Bürgermeisterwahlen in Oberösterreich 2015 hatte der Gemeinderat folgende Verteilung: 19 SPÖ, 10 FPÖ, 6 ÖVP und 2 GRÜNE.
- Mit den Gemeinderats- und Bürgermeisterwahlen in Oberösterreich 2021 hat der Gemeinderat folgende Verteilung: 20 SPÖ, 8 FPÖ, 5 ÖVP, 2 MFG und 2 GRÜNE.[11][12]

### Bürgermeister
- 1837–1846 Josef Latzko (~ 9 Jahre)
- 1846–1876 Ignaz Brunner (~ 30 Jahre)
- 1876–1882 Dr. Johann Müller (~ 6 Jahre)
- 1882–1885 Josef Ranzmair (~ 3 Jahre)
- 1885–1891 Mathias Wiesmair (~ 6 Jahre)
- 1891–1906 Ernst Becker (~ 15 Jahre)
- 1906–1916 Josef Ransair (~ 10 Jahre)
- 1916–1924 Dr. Josef Holzhey (~ 8 Jahre)
- 1924–1930 Ignaz Huber (~ 6 Jahre)
- 1930–1938 Josef Asböck (~ 8 Jahre)
- 1938–1938 Hans Becker (~ 1 Jahre)
- 1938–1942 Franz Rathmoser (~ 4 Jahre)
- 1942–1942 Dr. Hans Holzhey (~ 1 Jahre)
- 1942–1945 Martin Aigner (~ 3 Jahre)
- 14.09.1945 – 01.02.1962 Josef Scherny (SPÖ) (15 Jahre, 4 Monate, 18 Tage)
- 10.03.1962 – 20.03.1964 Rudolf Hubmer (SPÖ) (2 Jahre, 0 Monate, 10 Tage)
- 21.03.1964 – 30.04.1969 Josef Nitsch (SPÖ) (5 Jahre, 1 Monate, 9 Tage)
- 17.05.1969 – 06.01.1991 Ferdinand Reisinger (SPÖ) (21 Jahre, 7 Monate, 20 Tage)
- 06.01.1991 – 26.05.2013 Fritz Kaspar (SPÖ) (22 Jahre, 4 Monate, 20 Tage)
- seit 26.05.2013 Paul Mahr (SPÖ)[13]

### Wappen
Offizielle Beschreibung des 1972 verliehenen Gemeindewappens: Schräglinks erniedrigt geteilt; oben in Rot ein goldener, wachsender Wolf, unten in Silber zwei blaue Schräglinksbalken. Die Gemeindefarben sind Rot-Gelb.
Als Gemeindewappen wurde das Wappen der 1589 in den Reichsadelsstand erhobenen, des evangelischen Glaubens wegen nach Deutschland exilierten und 1743 ausgestorbenen Marchtrenker übernommen.

## Persönlichkeiten

### Söhne und Töchter der Gemeinde
- Karl Kollmann (1898–1989), Vizebürgermeister und Landtagsabgeordneter
- Hans Graf (* 1949), Dirigent
- Thomas Pesendorfer (* 1952), Graveur und Münzdesigner.
- Felix Großschartner (* 1993), Radrennfahrer

### Personen mit Bezug zur Gemeinde
- Karl Rössing (1897–1987), Graphiker, lebte von 1977 bis 1987 in Marchtrenk[14]
- Ferdinand Reisinger (1928–1998), Bürgermeister und Landtagspräsident
- Michael Fischer (* 1968), Vizebürgermeister und Landtagsabgeordneter
- Heidi Strauss (* 1970), Gemeinderätin und Landtagsabgeordnete
- Ewald Brenner (* 1975), Fußballtrainer beim SV Viktoria Marchtrenk
- Mario Knögler (* 1979), Sportschütze und Teilnehmer bei Olympischen Spielen 2000, 2004 und 2008
- Shamil Borchashvili (* 1995), Judoka, Bronze Medaillengewinner bei den Olympischen Spielen 2021/22